# Anthela denticulata
Anthela denticulata là một loài bướm đêm thuộc họ Anthelidae. Loài này có ở Úc.